# Bomsalva
Bomsalva är en svensk film från 1978 i regi av Lars Molin och baserad på hans roman med samma namn från 1970. I huvudrollerna ses Lars Hjelt, Annika Lundgren och Carl-Axel Heiknert.

## Handling
En större rutinmässig sprängning ska genomföras vid ett kraftverksbygge i övre Norrland, men det går inte som det ska.

## Om filmen
Filmen spelades in den 16 maj–22 juli 1977, bland annat i Norrtälje och i en fjärrvärmetunnel under Karlbergskanalen i Stockholm samt i Forsmark. Bomsalva är Lars Molins långfilmsdebut som regissör. Filmen hade premiär den 18 februari 1978 på biograf Festival i Stockholm och är tillåten från 15 år. Trots fina recensioner svek biopubliken och filmen försvann från repertoaren efter några veckor.
Bomsalva visades första gången i svensk television på TV2 1980.

## Rollista
- Lars Hjelt - Rune Lindgren, verkmästare
- Annika Lundgren - Sonja Persson, Runes flickvän
- Folke Asplund - Göte Pilander, bergsprängare
- Carl-Axel Heiknert - Arnold Jägner, platschef
- Bo Brundin - Sven Gunnar Alm, driftsingenjör
- Gunnel Lindblom - Alma Andersson, kocka
- Ulla Sjöblom - Maria Lindgren, Runes mor
- Tommy Johnson - Sven Ohlsson, bergsprängare
- Åke Lindman - Rurik Lindgren, Runes far utsliten bergsprängare
- Stig Grybe - Erik Eriksson, bergsprängare, frånskild
- Roland Hedlund - Erik Bergström, gruvfogde
- Pierre Lindstedt - Jerker Svensson, lastmaskinförare
- Bernt Ström - Per Erik Fälth, bergsprängarbas
- Rolf Skoglund - Ejnar Olsson, bergsprängare
- Ove Tjernberg - Ejnar Magnusson, journalist
- Fred Gunnarsson - Arne Skoglund, verkmästare
- Åke Lagergren - Kurt Svedner, redaktör
- Carl-Axel Elfving - Olof Karlström, förrådsarbetare
- Björn Gedda - Per Berg, polisinspektör
- Hans Bredefeldt - Lennart Boberg, byggnadssnickare
- Tomas von Brömssen - Per Jonasson, fotograf
- Leif Forstenberg - Olle Bergman, verkstadsförman
- Ulla-Bella Fridh - hovmästarinna
- Anders Granell - byggnadssnickare
- Christer "Bonzo" Jonsson - televerkare
- Lillemor Mårtensson - Siv Gräsberg, servitris
- Thomas Oredsson - polis
- Kåre Santesson - "Göken"
- Gunnel Wadner - Wilma Erikson
- Johan Thorén - stuntman
- Egon Andersson - ej identifierad
- Cserti Károly - ej identifierad
- Gösta Rehnström - ej identifierad
- Helmer Törnkvist - ej identifierad

## Musik i filmen
- Flute Samba, musik Roger Bourdin
- Morning Ride, musik Cy Payne
- La paloma/Den dag, då mitt hem jag bytte mot friska sjön ..., musik och spansk text Sebastián Yradier, svensk text Ernst Wallmark
- Arholmavalsen, musik Albin Carlsson, text Johan Lorenz Österlund
- Vildandens klagan, musik Elna Nilsson, text John Bernard Gauffin

## DVD
Filmen gavs ut digitalt restaurerad på DVD 2018.